# Thüringerberg

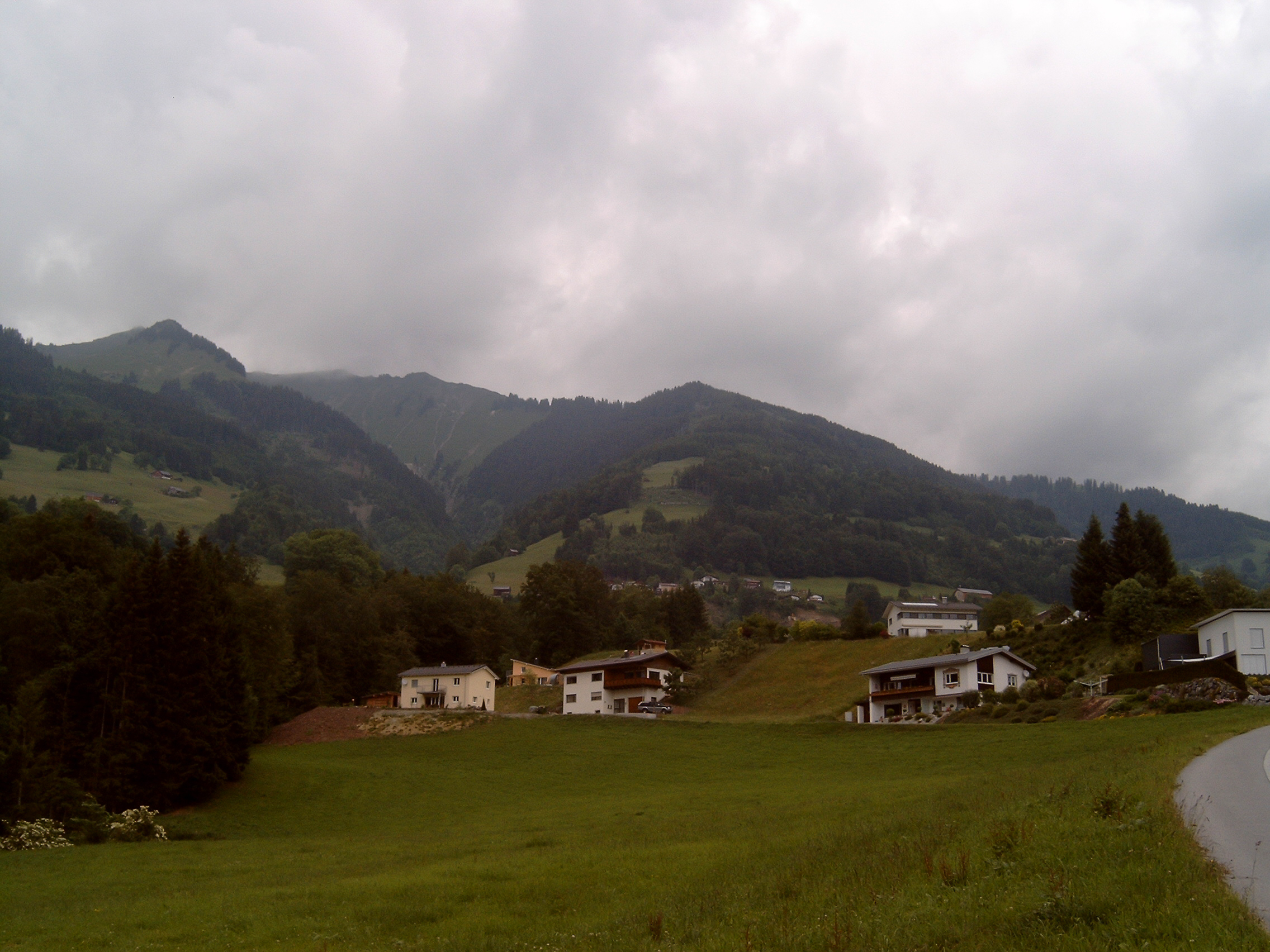
Thüringerberg, vue dans la rue

Thüringerberg est une commune autrichienne du district de Bludenz dans le Vorarlberg.